# Шандерман (бахш)
Шандерман (перс. شاندرمن) — бахш в Ірані, в шагрестані Масал остану Ґілян. За даними перепису 2006 року, його населення становило 21585 осіб, які проживали у складі 5442 сімей.

## Дегестани
До складу бахша входять такі дегестани:
- Шандерман
- Шейх Нешін